# 경인교육대학교
경인교육대학교(京仁敎育大學校, Gyeongin National University of Education)는 대한민국의 교육대학으로 경기도와 인천광역시 권역을 담당하고 있다. 1946년 사범학교로 개교한 후 몇 차례의 교명 변경 끝인 2003년 경기도의 '경'자와 인천의 '인'자를 한 자씩 따서 '경인교육대학교'라는 이름으로 바뀌었다.
경인교육대학교는 두 개의 캠퍼스로 이루어져 있다. 인천캠퍼스는 인천광역시 계양구 계산동에 위치하고 있으며 경기캠퍼스는 경기도 안양시 만안구 석수동에 위치하고 있다. 학부와 대학원이 설치되어 있으며, 별도로 부설 초등학교가 있다.

## 교훈
- 큰 힘: 심오한 진리탐구
- 큰 사랑: 교직적 품성 도야
- 큰 빛: 민주적 지도성 함양

## 교육목적
경인교육대학교는 대한민국의 교육이념에 입각하여 국가와 인류사회 발전에 필요한 학문의 심오한 이론과 응용법을 교수, 연구하고 아울러 학생들로 하여금 사표로서의 지도적 인격을 도야케 함으로써, 이들을 유능한 초등교원으로 양성하는 것을 목적으로 하고 있다.

## 연혁
본 대학교의 모체는 1946년에 설립된 경기도립 개성사범학교이다. 6.25 동란으로 개성 수복이 불가능하여 1952년에 교명과 위치를 변경해서 국립 인천사범학교가 설립되었다. 그 후 초등교원의 자질 향상을 위해 인천사범학교는 2년제 교육대학으로 개편되었으며, 다시 교직의 전문성 제고를 위하여 4년제 대학으로 승격되었다. 그리고 초등교원의 평생교육 실현을 위해 교육대학원이 개원되었다. 2003년 3월 1일 교명이 경인교육대학교로 변경되었으며, 2005년 3월 1일 경기도 안양시에 경기캠퍼스를 개교하였다.
본 대학교는 사범학교 설립이래 약 22,000여명의 초등학교 교사를 양성 배출하였다. 이러한 본 대학교의 연혁을 간단하게 소개하면 다음과 같다.
- 1946년 5월 23일 당시 대한민국에 속해 있던 개성시에 개성사범학교 설립인가
- 1951년 9월 1일 피란 중, 부산에서 춘천사범학교와 연합학교 운영
- 1952년 6월 28일 국립 인천사범학교로 교명변경 및 위치 변경(인천시 숭의동) 인가
- 1957년 4월 10일 인천사범학교 부속국민학교 개교
- 1962년 3월 26일 인천교육대학으로 개교
- 1982년 3월 1일 4년제 대학으로 승격
- 1990년 7월 30일 숭의동에서 계산동으로 위치 이전
- 1993년 3월 1일 인천교육대학교로 교명 변경
- 1996년 3월 2일 인천교육대학교 교육대학원 개원
- 2003년 3월 1일 경인교육대학교로 교명 변경
- 2005년 3월 1일 경기캠퍼스 개교(경기도 안양시)
- 2012년 11월 15일 교육전문대학원 설치 승인. 박사과정 설치
- 2013년 3월 1일 박사과정생 입학

## 개설 심화과정(학부)
경인교육대학교의 모든 학부생은 초등교육과에 속한다. 단 교과별 전문성을 깊이 있게 하기 위하여 세분된 전공을 두고 있다.
- 윤리교육과
- 국어교육과
- 사회과교육과
- 수학교육과
- 과학교육과
- 체육교육과
- 음악교육과
- 미술교육과
- 생활과학교육과
- 컴퓨터교육과
- 교육학과
- 유아교육과
- 영어교육과
- 특수통합교육과

## 교육전문대학원
경인교육대학교는 교육전문대학원을 운영하고 있다. 석사까지만 배출하는 교육대학원과 달리 교육전문대학원은 박사과정까지 운영한다. 야간제와 계절제를 운영하는데 야간제는 인천캠퍼스, 경기캠퍼스 모두 운영하고, 계절제는 경기캠퍼스에서 운영된다.

### 석사과정

#### 초등교육학
- 초등교육행정
- 초등교육방법
- 초등특수교육
- 초등학교상담
- 유아교육

#### 초등교과교육학
- 윤리·인성교육
- 초등국어교육
- 초등사회과교육
- 초등수학교육
- 초등과학교육
- 초등체육교육
- 초등음악교육
- 초등미술교육
- 생활과학교육
- 초등컴퓨터교육
- 초등영어교육

#### 글로벌융합 인재교육
- 한국어교육
- 수학영재교육
- 과학영재교육
- 다문화교육
- 박물관 및 미술관교육
- 융합인재교육
- 글로벌교사교육

### 박사과정

#### 초등교육학
- 초등교육행정
- 초등교육방법

#### 초등교과교육학
- 초등국어교육
- 초등사회과교육
- 초등수학교육
- 초등과학교육
- 초등음악교육
- 초등미술교육
- 초등영어교육

## 부설 기관
- 교육전문대학원
- 경인교육대학교 부설초등학교
- 교육연구원
- 학군단(ROTC)
- 경기평생교육원
- 인천평생교육원
- 경기교육연수원
- 인천교육연수원
- 꿈나무안심학교
- 과학교육연구원
- 과학영재교육원
- 계양영재교육원
- 지식자원개발센터
- 융합영재교육연구소
- International Affair Center

## 국제교류

### 미국
- University of Georgia
- University of Utah
- Springfield College
- University of Alaska Anchorage
- St. Cloud State University

### 영국
- Lancaster University

### 일본
- Naruto University of Education
- Hyogo University of Teacher Education
- Tokyo Gakugei University

### 중국
- Beijing Capital Normal University
- Chizhou University
- Northeast Normal University
- Yanbian University
- Hunan Normal University
- Wenzhou University
- Hefei University
- College of Humanities&Sciences of Northeast Normal University

### 대만
- National Taichung University

### 호주
- University of Queensland

### 캐나다
- University of Alberta

### 태국
- Srinakharinwirot University

## 사진

### 인천캠퍼스

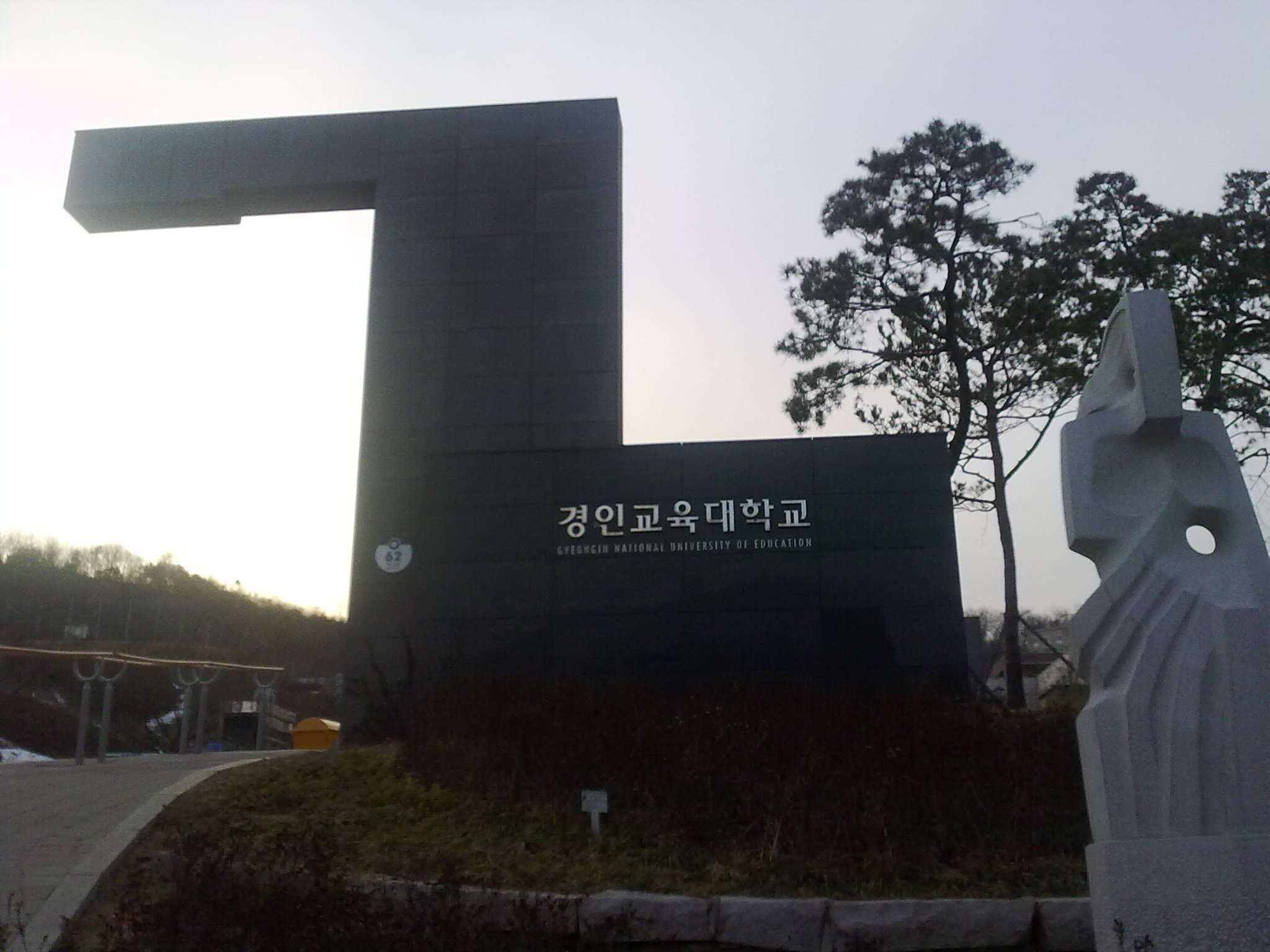
정문
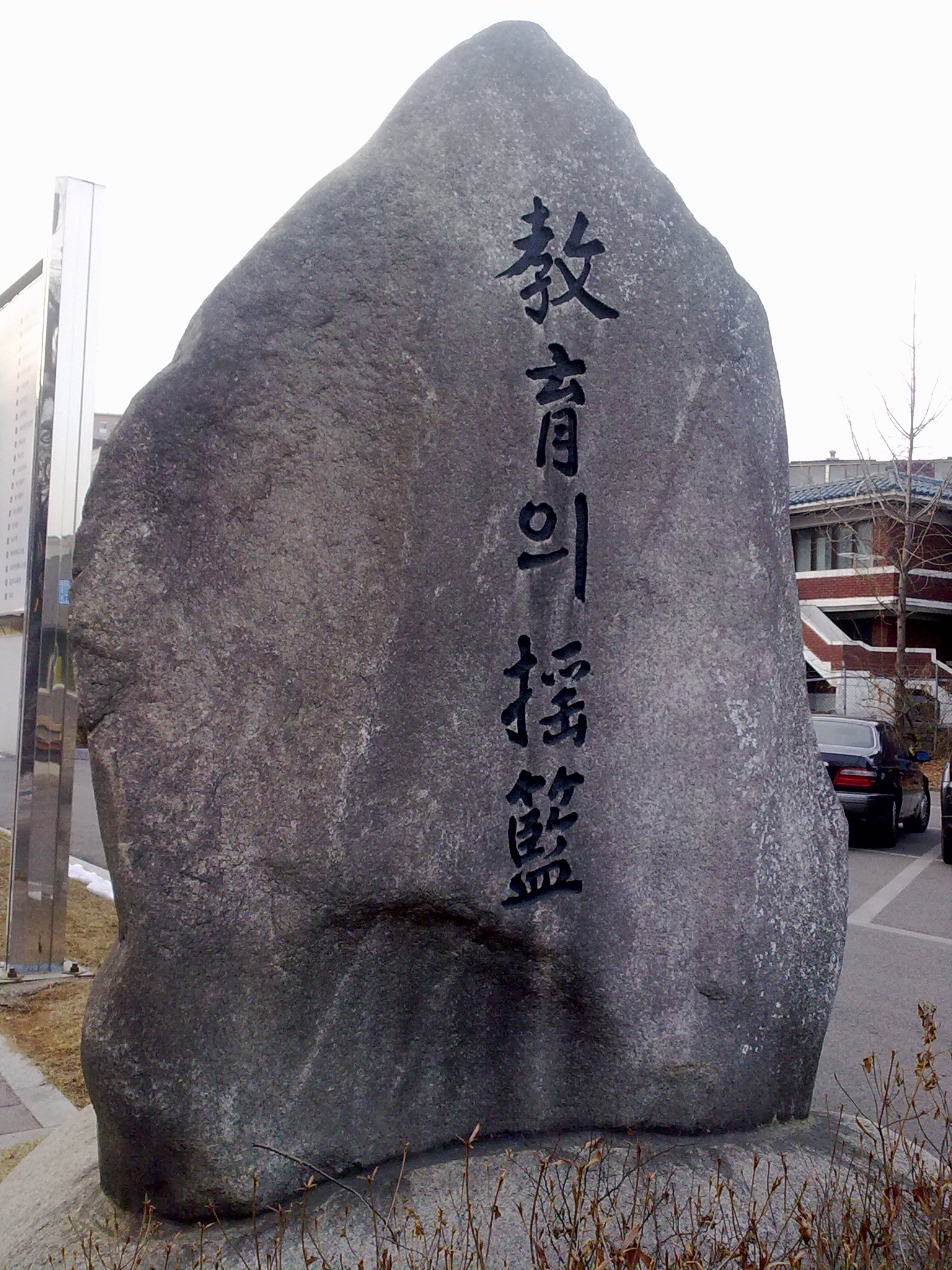
교육의요람비
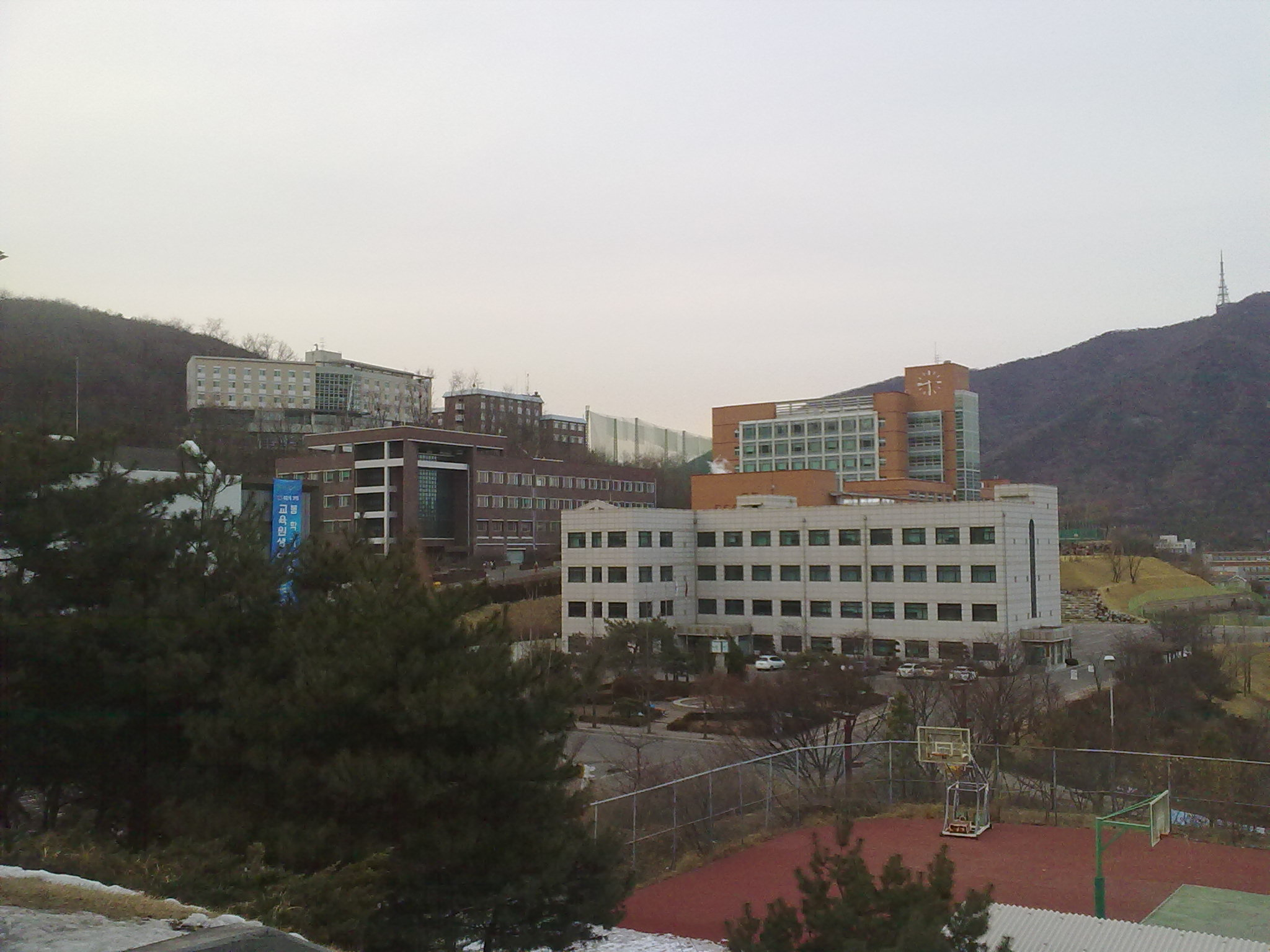
대학본부, 과학관, 예지관, 생활관
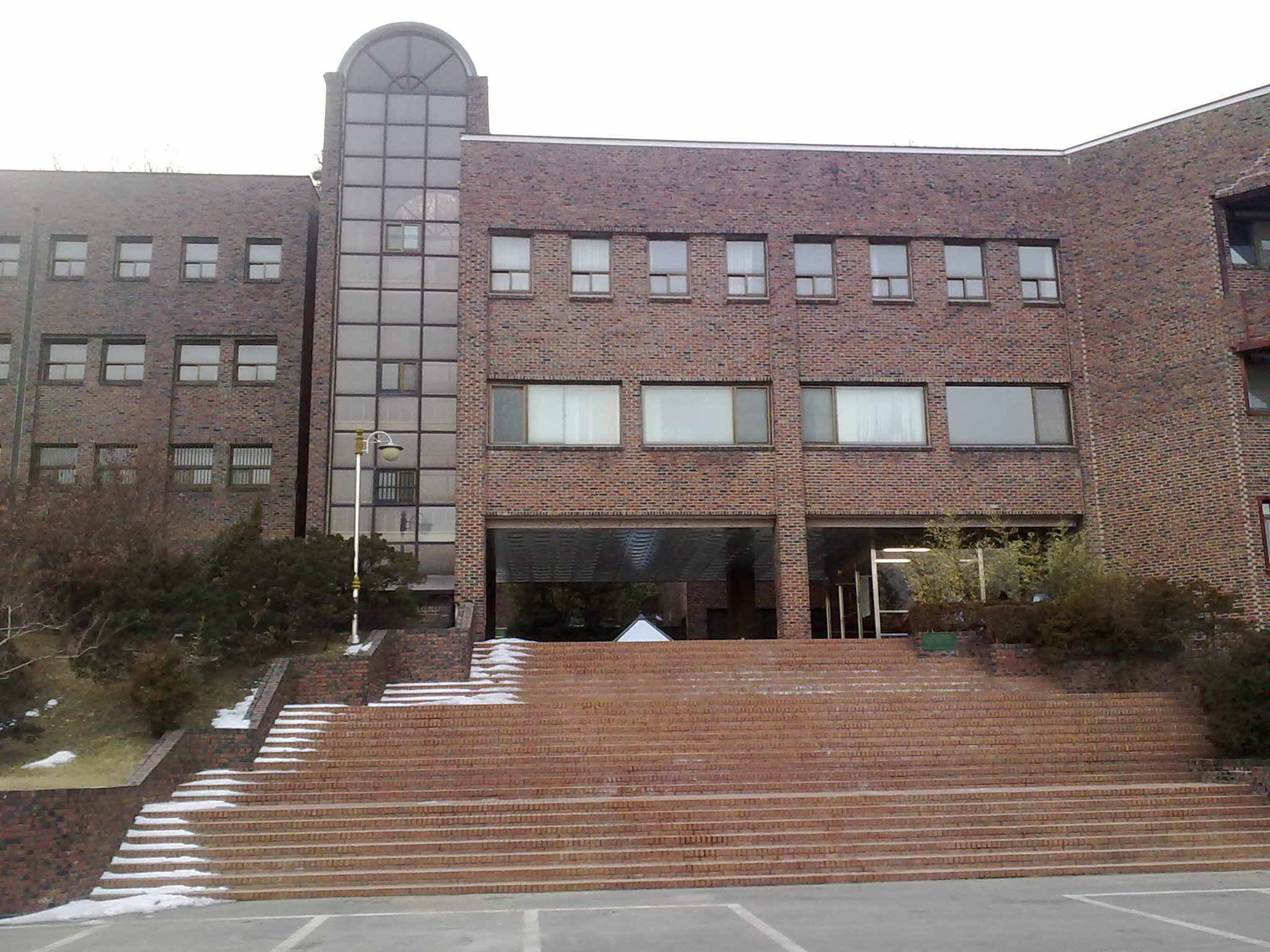
음악관
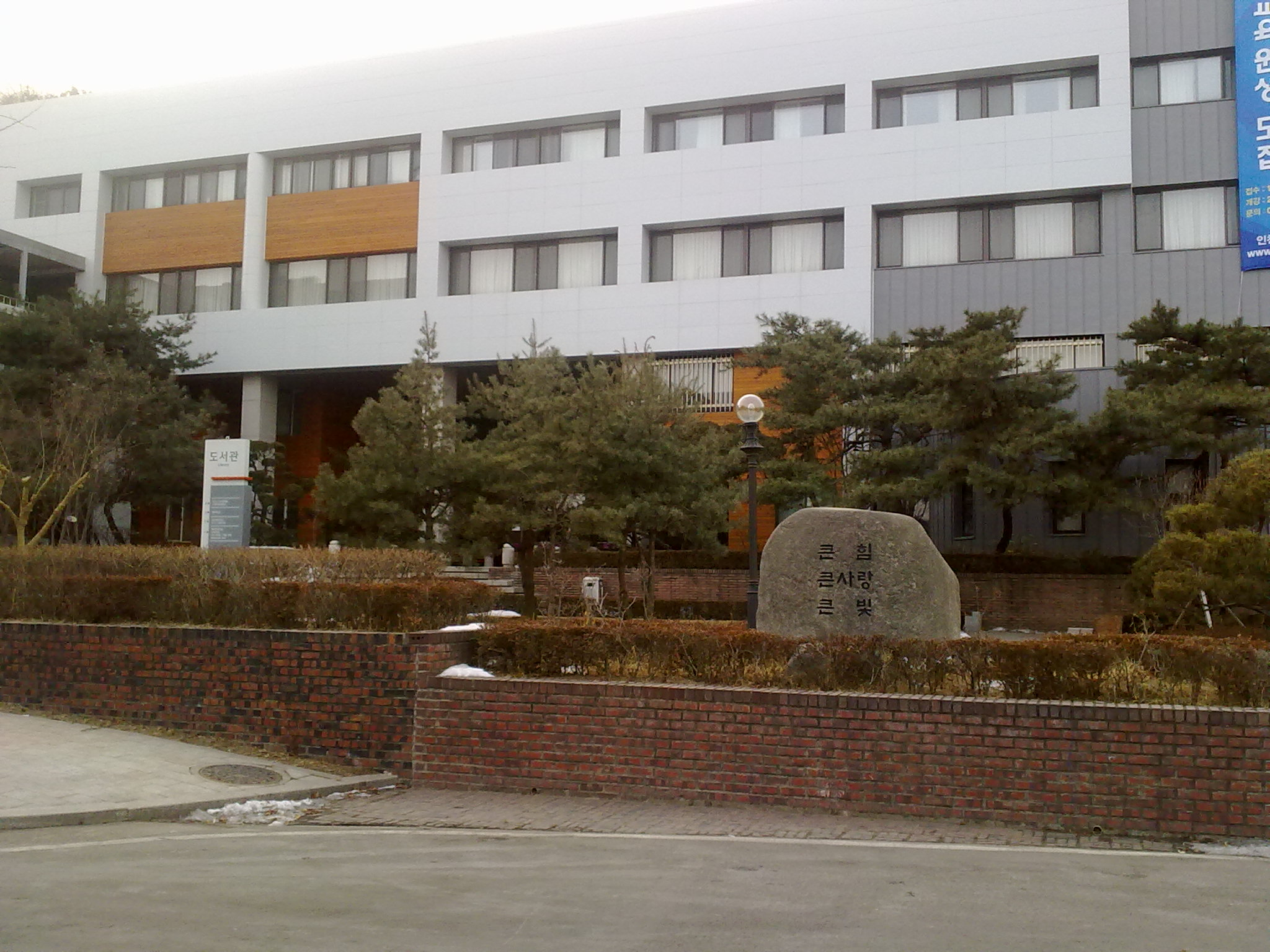
도서관
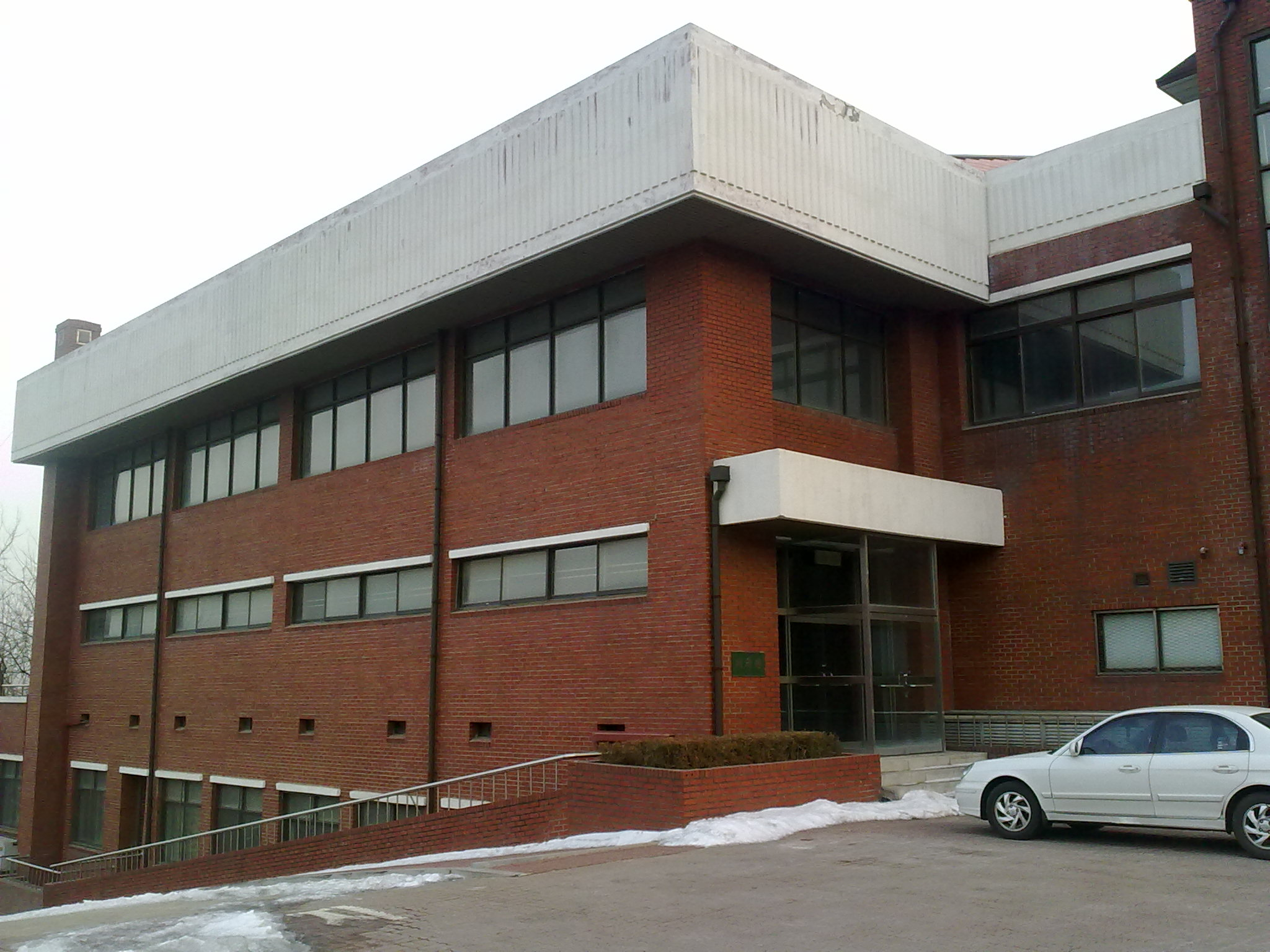
체육관
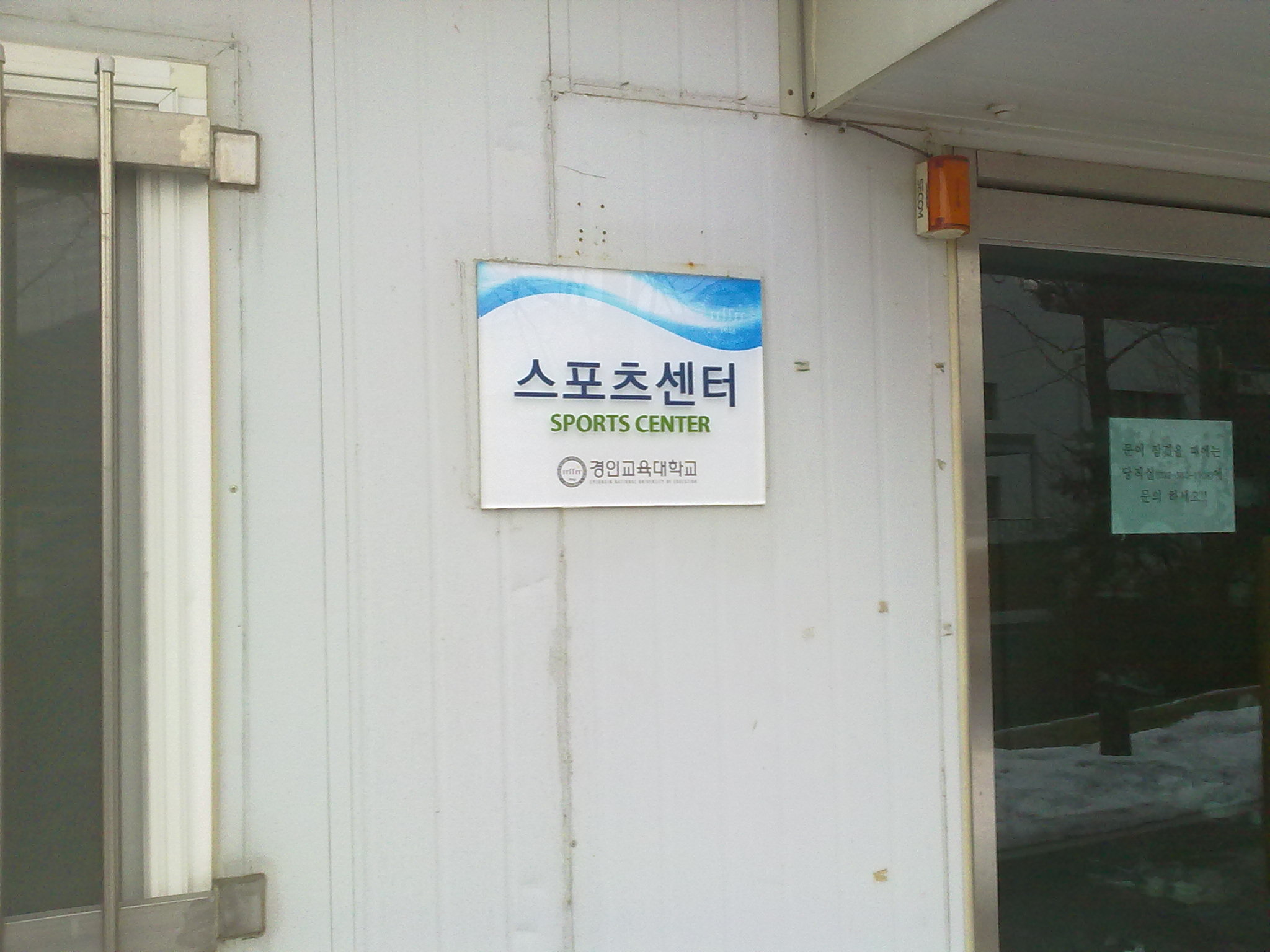
스포츠센터
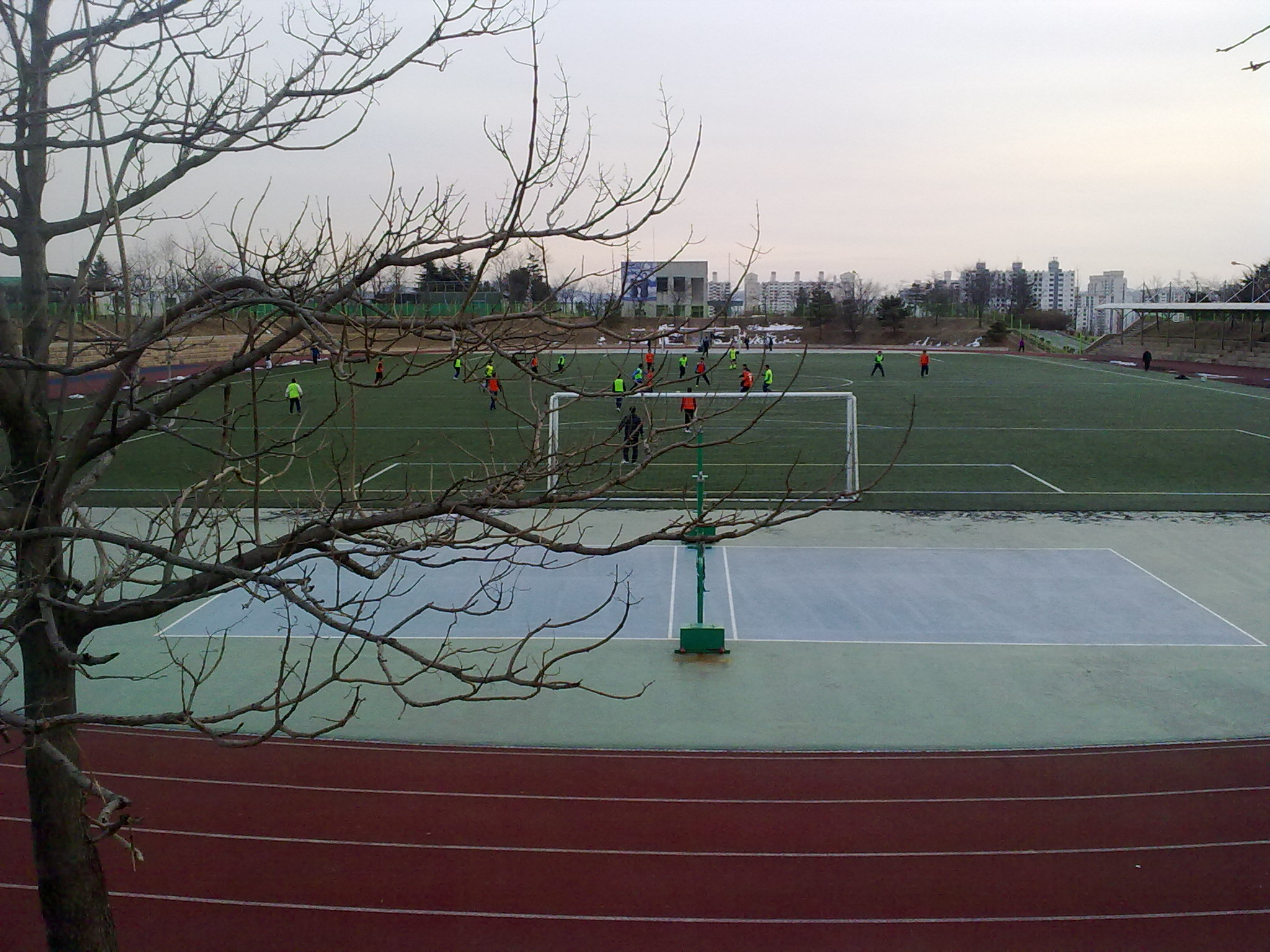
운동장

## 같이 보기
- 대한민국의 국립 대학 목록
- 대한민국의 대학 목록
- 대한민국의 교육